# إدا وكازو
ادا وكازو (بالإنجليزية: IDA OU KAZZOU)‏ هي جماعة قروية تابعة لإقليم الصويرة ضمن جهة مراكش - تانسيفت - الحوز بالمغرب. بلغ مجموع عدد سكان  ادا وكازو حسب إحصاءات 2004 حوالي 6432 نسمة يعيشون في 1067 أسرة.